# Чемодуров, Вячеслав Иванович
Вячеслав Иванович Чемодуров (ошибочно — Чемадуров; 20.12.1919, Саратов — 27.12.1957, Луганская область) — сержант (на момент совершения подвига), командир пулемётного расчёта. Участник Великой Отечественной войны, Герой Советского Союза.

## Биография

Бюст Вячеслава Ивановича Чемодурова на названной в его честь улице в Саратове

Родился 20 декабря 1919 года в Саратове.
Участник Великой Отечественной войны на Брянском и Центральном фронтах.
Осенью 1943 года полк Чемодурова вёл бои с противником на границе Смоленской области и восточной Белоруссии. 12 октября 1943 года, форсировав реку Сож южнее Пропойска, 858-й стрелковый полк 283-й стрелковой дивизии атаковал деревню Рудня (ныне Славгородский район Могилёвской области). Рудня была хорошо укреплена траншеями полного профиля, дзотами, блиндажами, и бои за неё приняли затяжной характер. Роте Чемодурова удалось захватить часть укреплений противника. Пулемётчик занял удобную для стрельбы высотку и уничтожил большое число врагов. За день противник организовал около двух десятков контратак, но все они оказались безуспешны (на поле боя было подобрано 311 трупов вражеских солдат и офицеров). Батальону удалось овладеть селом. Раненый Чемодуров был отправлен в госпиталь в тыл.
Указом Президиума Верховного Совета СССР «О присвоении звания Героя Советского Союза генералам, офицерскому, сержантскому и рядовому составу Красной Армии» от 15 января 1944 года за «образцовое выполнение боевых заданий командования на фронте борьбы с немецкими захватчиками и проявленными при этом отвагу и геройство» удостоен звания Героя Советского Союза с вручением ордена Ленина и медали «Золотая Звезда».
Жил в Харькове. Умер 27 декабря 1957 года, похоронен в Алчевске Луганской области.

## Награды и звания
- Медаль «Золотая Звезда»
- Орден Ленина
- Орден Красной Звезды
- Медаль «За победу над Германией в Великой Отечественной войне 1941—1945 гг.»

Наградной лист
Вячеслав Иванович Чемодуров, сержант, командир пулеметного расчета 9-й роты 858-го стрелкового полка 283-й стрелковой дивизии 3-й армии Центрального фронта. Указом Президиума Верховного Совета СССР от 15 января 1944 года присвоено звание Героя Советского Союза с вручением ордена Ленина и медали «Золотая Звезда» (№ 1575).
Рота которую поддерживал своим пулемётом тов. Чемадуров в боях за д. Рудна 12.10.43 г. перешла в решительную атаку. Противник пере[…]летным огнём заливал градом пуль всё пространство перед своими траншеями.
Метко и уверенно вёл огонь из своего пулемёта т. Чемадуров по огневым точкам противника заставляя их прекращать огонь тем самым обеспечивал успешному продвижению вперед. Рота решительным броском ворвалась в траншеи врага и штыковым ударом отбросила противника […] его. Фланговым огнём противник продолжал вести стрельбу отсекая ворвавшуюся роту от подхода подкрепления, усилил миномётный огонь. Невзирая на опасность т. Чемадуров со своим расчётом прорвался сквозь завесу огня, быстро подготов огневую позицию поставил свой пулемёт в траншее рядом со своей ротой. Выбитый противник подбросив свежие силы перешел в контратаку на роту обходя её с фланга где находился со своим расчетом т. Чемадуров. Подпустив на близкое расстояние т. Чемадуров открыл огонь из своего пулемёта в упор. Гитлеровцы не выдержали и понеся большие потери откатились. Снова в траншею полетели вражеские (мины?) противника готовил новую контратаку. Но и вторая контратака захлебнулась от огня пулемёта т. Чемадурова. В течение дня противник (19 раз?) переходил в контратаку и все 19 раз тов. Чемадуров встречал гитлеровцев губительным огнём своего пулемёта.
В ходе боя осколками мины был повреждён пулемёт. Отважный пулемётчик немедленно заменял повреждённые части, исправлял повреждения и снова бил по врагу. Будучи последовательно дважды раненым тов. Чемадуров не ушёл до тех пор пока в лентах были патроны, пока командир роты не приказал вынести ослабевшего пулемётчика в безопасное место. В этом бою тов. Чемадуров уничтожил до 300 вражеских солдат и офицеров.
Достоин Правительственной награды — звания «Герой Советского Союза»
Командир полка подполковник Коробейников
Начальник штаба майор Губиев.

## Память
- Бюст Героя Советского Союза Вячеслава Ивановича Чемодурова вблизи деревни Рудня Славгородского района Могилёвской области[3][4]. В 1,5 км юго-западнее г. Славгорода.
- В 2015 году в Саратове, на родине героя, торжественно открыт памятник. Там, где родился Вячеслав Иванович, в его честь названы улица и сквер. Памятник В. И. Чемодурову установлен в одноимённом сквере в Саратове.
- Именем Героя названы улицы в Славгороде и Саратове[3][5].